# Argylle
Argylle (bra: Argylle - O Superespião; prt: Argylle - Espião Secreto) é um filme de espionagem estadunidense dirigido e produzido por Matthew Vaughn, e escrito por Jason Fuchs, baseado no romance de mesmo nome a ser lançado pela autora estreante Ellie Conway. O filme apresenta um elenco composto por Henry Cavill, Sam Rockwell, Bryce Dallas Howard, Bryan Cranston, Catherine O'Hara, John Cena, Samuel L. Jackson e Dua Lipa.

## Enredo
O filme segue a história de Ally, uma escritora da série de livros do superespião Argylle, que coincidentemente parecem ter uma semelhança muito fiel com a realidade, o que atrai a atenção indesejada de um grupo para a vida de Ally que busca respostas que somente seus livros podem prover.

## Elenco
- Henry Cavill
- Sam Rockwell
- Bryce Dallas Howard
- Bryan Cranston
- Catherine O'Hara
- John Cena
- Samuel L. Jackson
- Dua Lipa
- Ariana DeBose
- Rob Delaney

## Produção
Em junho de 2021, foi anunciado que Matthew Vaughn iria dirigir e produzir Argylle por meio de um banner de produção da Marv Studios. Em julho de 2021, foi relatado que o projeto anglo-americano seria escrito por Jason Fuchs como uma adaptação do romance homônimo de 2022 da autora estreante Ellie Conway, com Henry Cavill, Sam Rockwell, Bryce Dallas Howard, Bryan Cranston, Catherine O'Hara, John Cena e Samuel L. Jackson se juntam ao elenco. A cantora Dua Lipa fará sua estreia como atriz no filme, e também fornecerá música original para a faixa-título e a trilha sonora. Em agosto, os direitos de distribuição do filme foram vendidos para a Apple TV+ por US$ 200 milhões.
As filmagens começaram em Londres com o diretor de fotografia George Richmond em agosto de 2021 e acontecerá em vários locais da Europa.

## Lançamento
Em junho de 2023, foi anunciado que o filme seria lançado nos cinemas em 2 de fevereiro de 2024 pela Universal Pictures, antes do lançamento na Apple TV+, sem data definida.
Em Portugal e no Brasil, o filme foi lançado em 1 de fevereiro de 2024.

## Recepção da crítica
No site agregador de críticas Rotten Tomatoes, 33% das 279 resenhas dos críticos são positivas, com uma classificação média de 4,9/10. O consenso do site diz: "Argylle aproveita um pouco de sua versão boba e enérgica do thriller de espionagem, mas acaba desgastando suas boas-vindas com um enredo complicado e um tempo de execução muito longo." O Metacritic, que usa uma média ponderada, atribuiu ao filme uma pontuação de 35 em 100, baseado em 57 críticos, indicando críticas "geralmente desfavoráveis".